# Delicados (cigarros)

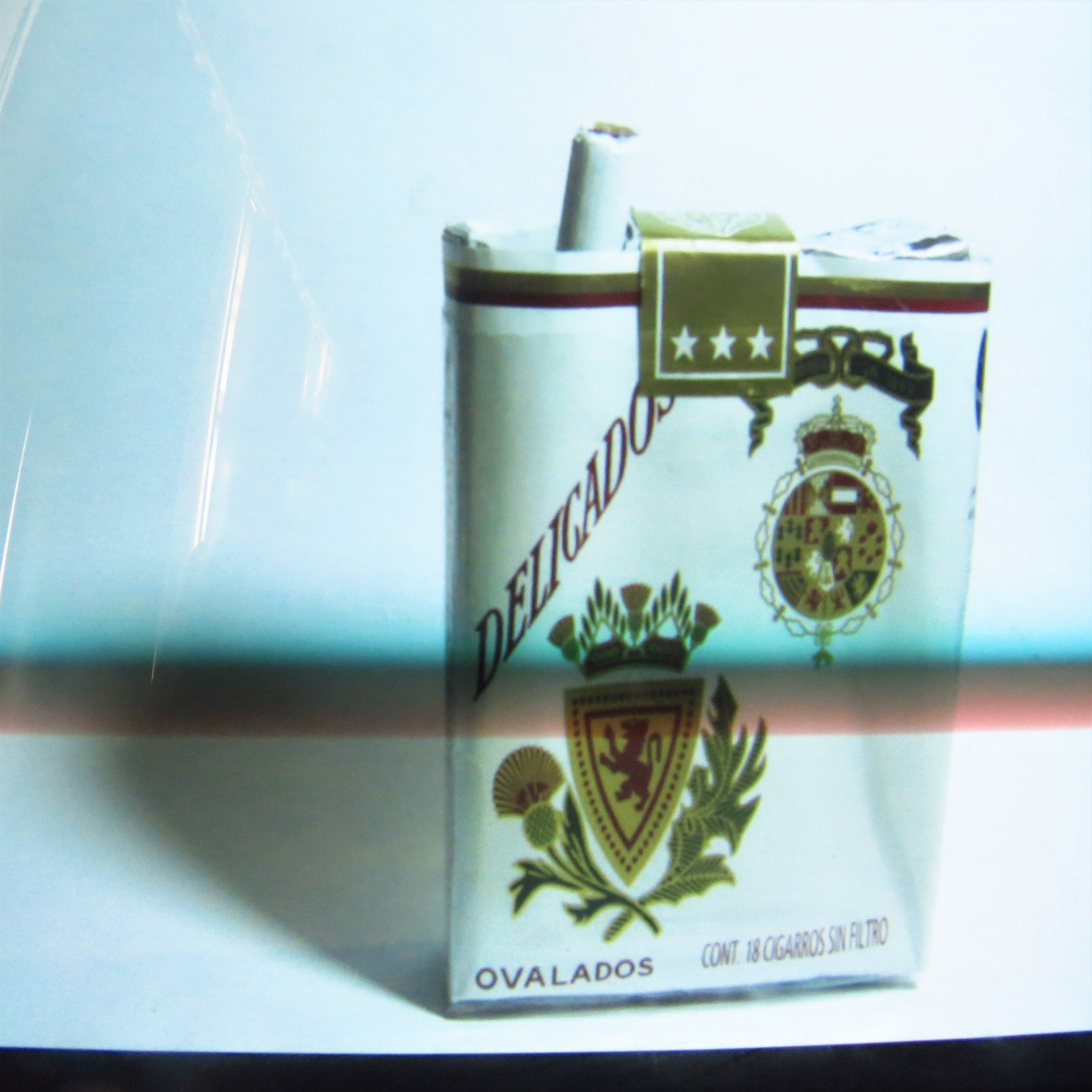
Cajetilla de Delicados ovalados sin filtro

Delicados es una marca de cigarros de origen mexicano comercializada por Philip Morris México, filial de Philip Morris International. Considerada como una de las más antiguas del México y la tercera más vendida en el país.

## Historia
Delicados, originalmente, fue introducida al mercado a principios del siglo XX por La Tabacalera Mexicana, también conocida como Cigatam. 
En la década de los 70, Philip Morris International, una de las compañías tabacaleras más grandes del mundo, adquirió acciones de La Tabacalera Mexicana como parte de su estrategia de expansión en América Latina. Posteriormente, en el periodo entre 1980 y 1990, el Grupo Carso, conglomerado controlado por Carlos Slim, adquirió la mayoría de las acciones de Cigatam. 
En 1997, Philip Morris incrementó su participación en Cigatam en un 21%. 
En el 2002, Grupo Carso, poseía el 51 porciento del capital de Cigatam, mientras que Philip Morris México, tenía el 49 porciento. Debido a esta reestructuración, Cigatam se encargaba de la manufactura de cigarros, mientras que Philip Morris México, se ocupaba de la comercialización y distribución.
En 2007, Philip Morris International compró por 1.100 millones de dólares un 30% de participación adicional en el negocio, aumentando su participación de un 50% a 80%, mientras Grupo Carso, mantuvo solamente un 20%.
En 2013, tras participar 30 años en la industria tabacalera, Grupo Carso acordó vender por cerca de 700 millones de dólares la participación restante de 20% que tenía en el productor de cigarros, pasando Philip Morris a ser el único dueño de Cigatam.
En 2018, Philip Morris llevó a cabo un estudio de mercado, el cual reveló que un importante segmento de consumidores de tabaco eran los jóvenes mayores de 18 años, quienes buscaban opciones distintas a las que fumaban sus predecesores. Además, se identificó una creciente demanda de productos de tabaco que se consumían en otros países. Como resultado de estas conclusiones, la marca Delicados con filtro fue reemplazada por la marca Chesterfield, ofreciendo así una alternativa atractiva para este grupo demográfico. Esta decisión refleja la estrategia de adaptación de Philip Morris a las nuevas preferencias y tendencias de consumo de tabaco. La sustitución sucedió de forma gradual. Primero se introdujo una cajetilla de cigarros con el logo de Chesterfield y Delicados juntos, avisando a los consumidores su inexorable desaparición. Posteriormente, se sustituyó totalmente la cajetilla por la marca Chesterfield.
En el presente, solo se comercializa la versión sin filtro de Delicados.

## Características
En sus inicios, la marca Delicados se caracterizaba por fabricar con papel arroz sus cigarros sin filtros y por darles una forma ovalada. Con el tiempo, Philip Morris fue incorporando variedades hasta que en 2015 los renovaron por completo, dejando el papel arroz.
Su costo en el mercado era de los más baratos, razón por la que era una de las marcas predilectas de los consumidores mexicanos. 